# Baudenkmalensemble Dammfestung
Das Baudenkmalensemble Dammfestung ist eine Gruppe von Baudenkmalen in der niedersächsischen Stadt Wolfenbüttel. Der Begriff Dammfestung wird im Verzeichnis der Baudenkmale der Stadt Wolfenbüttel so genannt. Das Verzeichnis liegt der Denkmaltopographie Stadt Wolfenbüttel bei. Der Stand der Liste ist der 1. März 1983.

## Baudenkmale in den Straßen

### Ohne Adresse
| Lage                                   | Bezeichnung | Beschreibung | ID       | Bild |
| -------------------------------------- | ----------- | ------------ | -------- | ---- |
| Okerumflut 52° 9′ 47″ N, 10° 31′ 36″ O |             |              | 33863803 | BW   |

### Dr. Heinrich-Jasper-Straße
Die Baudenkmale Dr. Heinrich-Jasper-Straße 19, 21, 22, 23, 24, 25, 26, 27, 28, 29, 30, 31, 32, 33, 34, 35, 36, 37, 38, 39, 40, 41, 42, 43 befinden sich in dem Baudenkmalensemble Auguststadt.
| Lage                                                        | Bezeichnung | Beschreibung | ID | Bild |
| ----------------------------------------------------------- | ----------- | ------------ | -- | ---- |
| Dr. Heinrich-Jasper-Straße 1 52° 9′ 48″ N, 10° 31′ 44″ O    | Wohnhaus    |              |    |      |
| Dr. Heinrich-Jasper-Straße 2 52° 9′ 49″ N, 10° 31′ 44″ O    | Wohnhaus    |              |    |      |
| Dr. Heinrich-Jasper-Straße 3 52° 9′ 48″ N, 10° 31′ 43″ O    | Wohnhaus    |              |    | BW   |
| Dr. Heinrich-Jasper-Straße 4 52° 9′ 49″ N, 10° 31′ 43″ O    | Wohnhaus    |              |    |      |
| Dr. Heinrich-Jasper-Straße 5 52° 9′ 48″ N, 10° 31′ 42″ O    | Wohnhaus    |              |    |      |
| Dr. Heinrich-Jasper-Straße 6, 8 52° 9′ 49″ N, 10° 31′ 41″ O | Wohnhaus    |              |    |      |
| Dr. Heinrich-Jasper-Straße 7 52° 9′ 48″ N, 10° 31′ 41″ O    | Wohnhaus    |              |    | BW   |
| Dr. Heinrich-Jasper-Straße 9 52° 9′ 48″ N, 10° 31′ 40″ O    | Wohnhaus    |              |    | BW   |
| Dr. Heinrich-Jasper-Straße 10 52° 9′ 49″ N, 10° 31′ 40″ O   | Wohnhaus    |              |    |      |
| Dr. Heinrich-Jasper-Straße 11 52° 9′ 49″ N, 10° 31′ 38″ O   | Wohnhaus    |              |    | BW   |

### Lauenstraße
| Lage                                       | Bezeichnung | Beschreibung | ID | Bild |
| ------------------------------------------ | ----------- | ------------ | -- | ---- |
| Lauenstraße 1 52° 9′ 50″ N, 10° 31′ 45″ O  | Wohnhaus    |              |    | BW   |
| Lauenstraße 2 52° 9′ 50″ N, 10° 31′ 45″ O  | Wohnhaus    |              |    |      |
| Lauenstraße 2a 52° 9′ 50″ N, 10° 31′ 45″ O | Wohnhaus    |              |    |      |
| Lauenstraße 3 52° 9′ 51″ N, 10° 31′ 46″ O  | Wohnhaus    |              |    | BW   |
| Lauenstraße 4 52° 9′ 51″ N, 10° 31′ 46″ O  | Wohnhaus    |              |    | BW   |
| Lauenstraße 5 52° 9′ 51″ N, 10° 31′ 46″ O  | Wohnhaus    |              |    | BW   |
| Lauenstraße 6 52° 9′ 51″ N, 10° 31′ 45″ O  | Wohnhaus    |              |    | BW   |
| Lauenstraße 7 52° 9′ 51″ N, 10° 31′ 44″ O  | Wohnhaus    |              |    |      |
| Lauenstraße 8 52° 9′ 50″ N, 10° 31′ 44″ O  | Wohnhaus    |              |    |      |

### Lessingplatz
| Lage                                       | Bezeichnung              | Beschreibung | ID | Bild           |
| ------------------------------------------ | ------------------------ | ------------ | -- | -------------- |
| Lessingplatz 1 52° 9′ 52″ N, 10° 31′ 49″ O | Herzog August Bibliothek |              |    | Weitere Bilder |
| Lessingplatz 2 52° 9′ 49″ N, 10° 31′ 48″ O | Lessinghaus              |              |    | Weitere Bilder |
| Lessingplatz 3 52° 9′ 49″ N, 10° 31′ 47″ O | Bürohaus                 |              |    | BW             |
| Lessingplatz 4 52° 9′ 48″ N, 10° 31′ 45″ O | Bürohaus                 |              |    | BW             |

### Lessingstraße
| Lage                                         | Bezeichnung | Beschreibung | ID | Bild |
| -------------------------------------------- | ----------- | ------------ | -- | ---- |
| Lessingstraße 11 52° 9′ 53″ N, 10° 31′ 50″ O | Wohnhaus    |              |    | BW   |

### Schiffwall
| Lage                                     | Bezeichnung | Beschreibung | ID | Bild |
| ---------------------------------------- | ----------- | ------------ | -- | ---- |
| Schiffwall 3 52° 9′ 49″ N, 10° 31′ 57″ O | Wohnhaus    |              |    | BW   |

### Schlossplatz
| Lage                                         | Bezeichnung     | Beschreibung | ID | Bild           |
| -------------------------------------------- | --------------- | --- | -- | -------------- |
| Schlossplatz 2 52° 9′ 46″ N, 10° 31′ 56″ O   | Finanzamt       | |    |                |
| Schlossplatz 3 52° 9′ 46″ N, 10° 31′ 57″ O   | Bürohaus        | |    |                |
| Schlossplatz 4 52° 9′ 47″ N, 10° 31′ 57″ O   | Bürohaus        | |    |                |
| Schlossplatz 7 52° 9′ 49″ N, 10° 31′ 56″ O   | Wohnhaus        | |    |                |
| Schlossplatz 8 52° 9′ 49″ N, 10° 31′ 56″ O   | Wohnhaus        | |    |                |
| Schlossplatz 8a 52° 9′ 49″ N, 10° 31′ 54″ O  | Kornspeicher    | Kornspeicher Wolfenbüttel |    |                |
| Schlossplatz 10 52° 9′ 50″ N, 10° 31′ 55″ O  | Wohnhaus        | |    | BW             |
| Schlossplatz 10a 52° 9′ 51″ N, 10° 31′ 54″ O | Wohnhaus        | |    |                |
| Schlossplatz 10b 52° 9′ 51″ N, 10° 31′ 54″ O | Wohnhaus        | |    |                |
| Schlossplatz 11 52° 9′ 51″ N, 10° 31′ 53″ O  | Wohnhaus        | abgerissen |    |                |
| Schlossplatz 12 52° 9′ 48″ N, 10° 31′ 54″ O  | Zeughaus        | Der Bau des Zeughauses Wolfenbüttel begann 1613/1614 und wurde im Jahre 1619 vollendet. Heute befindet sich hier der Mittelpunkt des Bibliotheksquartiers. |    | Weitere Bilder |
| Schlossplatz 13 52° 9′ 46″ N, 10° 31′ 47″ O  | Schloss         | Schloss Wolfenbüttel |    | Weitere Bilder |
| Schlossplatz 14 52° 9′ 43″ N, 10° 31′ 49″ O  | Kleines Schloss | Kleines Schloss Wolfenbüttel |    | Weitere Bilder |
| Schlossplatz 15 52° 9′ 44″ N, 10° 31′ 54″ O  | Wohnhaus        | |    |                |
| Schlossplatz 16 52° 9′ 42″ N, 10° 31′ 54″ O  | Wohnhaus        | |    |                |
| Schlossplatz 17 52° 9′ 44″ N, 10° 31′ 54″ O  | Wohnhaus        | |    |                |
| Schlossplatz 18 52° 9′ 44″ N, 10° 31′ 55″ O  | Wohnhaus        | |    |                |
| Schlossplatz 18a 52° 9′ 43″ N, 10° 31′ 55″ O | Wohnhaus        | |    |                |
| Schlossplatz 19 52° 9′ 44″ N, 10° 31′ 56″ O  | Schule          | |    | BW             |

### Schützenstraße
| Lage                                         | Bezeichnung | Beschreibung | ID | Bild |
| -------------------------------------------- | ----------- | ------------ | -- | ---- |
| Schützenstraße 2 52° 9′ 54″ N, 10° 31′ 42″ O | Wohnhaus    |              |    | BW   |
| Schützenstraße 4 52° 9′ 54″ N, 10° 31′ 40″ O | Wohnhaus    |              |    | BW   |

### Schulwall
| Lage                                    | Bezeichnung | Beschreibung | ID | Bild |
| --------------------------------------- | ----------- | ------------ | -- | ---- |
| Schulwall 1 52° 9′ 40″ N, 10° 31′ 50″ O | Wohnhaus    |              |    | BW   |

### Sophienstraße
| Lage                                         | Bezeichnung | Beschreibung | ID | Bild |
| -------------------------------------------- | ----------- | ------------ | -- | ---- |
| Sophienstraße 1 52° 9′ 53″ N, 10° 31′ 40″ O  | Wohnhaus    |              |    | BW   |
| Sophienstraße 1a 52° 9′ 53″ N, 10° 31′ 43″ O | Wohnhaus    |              |    | BW   |
| Sophienstraße 2 52° 9′ 54″ N, 10° 31′ 43″ O  | Wohnhaus    |              |    | BW   |
| Sophienstraße 3 52° 9′ 55″ N, 10° 31′ 43″ O  | Wohnhaus    |              |    | BW   |
| Sophienstraße 5 52° 9′ 53″ N, 10° 31′ 45″ O  | Finanzamt   |              |    | BW   |